# Aeda (mjesec)
Aeda (također Jupiter XLI) je manji prirodni satelit planeta Jupiter. Retrogradni nepravilni satelit iz grupe Pasiphae s oko 4 kilometara u promjeru i orbitalnim periodom od 714.657 dana.